# Henrik Hybertsson

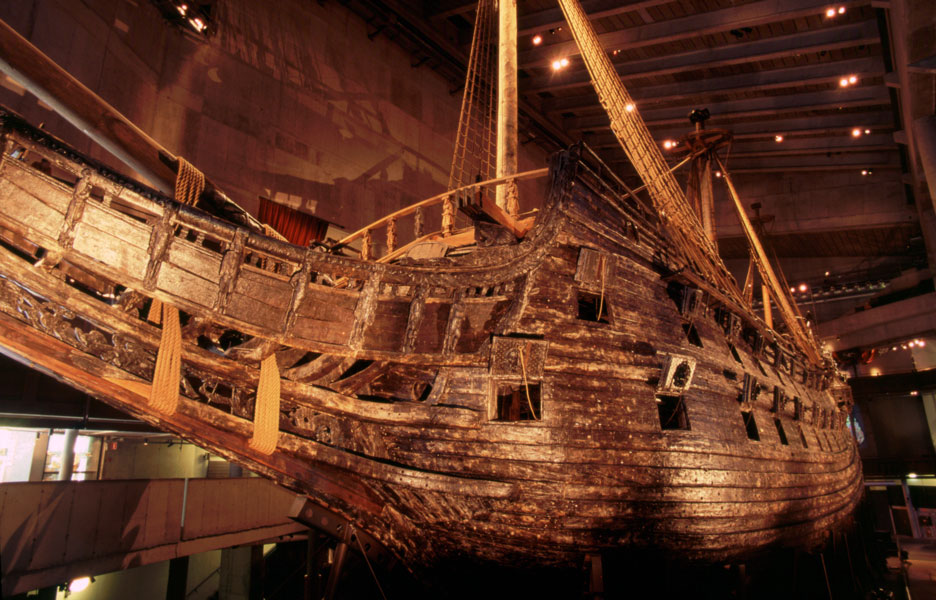
Vasa, ett av skeppen byggt av Henrik Hybertson.

Henrik Hybertson, död i maj 1627, var en holländsk skeppsbyggare och tillsammans med sin bror Arendt de Groot styrde de Stockholms skeppsgård under tidigt 1600-tal. Han är mest känd som en av konstruktörerna av Vasa som sjönk på sin jungfruresa och nu återfinns på Vasamuseet.
I början av 1600-talet anställdes Henrik av Karl IX under en tid som den svenska flottan expanderade kraftigt. Han arbetade i Stockholm 1603-1605 och igen 1611-1627. Under mellanåren 1605-1611 var han stationerad vid diverse andra skeppsgårdar. Under hans andra omgång vid Stockholm blev han utsedd till chef för konstruktion vid varvet, en position han skulle behålla till sin död.
Hösten 1624 fick amiral Carl Carlsson Gyllenhielm, vice admiral Clas Larsson Fleming och Henrik Hybertson ett uppdrag från Gustav II Adolf att formulera en femårsplan för underhållet och nybyggande för den svenska flottan. I januari 1625 skrev Henrik Hybertson på ett kontrakt om att bygga fyra örlogsfartyg, två större och två mindre med Gustav II Adolf. Enligt kontraktet skulle han även underhålla existerande skepp och driva varvet till 1629. Det första av de större skeppen, "Tre Kronor (1625)", färdigställdes redan hösten 1625. Ett flertal mindre skepp byggdes samtidigt, men konstruktionen av större skepp försenades på grund av trettioåriga kriget. Det andra större skeppet han påbörjade, regalskeppet Vasa, slutfördes ett år efter hans död år 1627. När Henrik Hybertson dog, tog hans fru Margareta Nilsdotter över chefskapet för varvet och hon visade sig vara en skicklig affärskvinna. Att en kvinna fick en sådan stark ställning i samhället var ganska ovanligt under den här perioden.